# Ламар (Небраска)
Ламар (енгл. Lamar) град је у америчкој савезној држави Небраска.

## Демографија
По попису из 2010. године број становника је 23, што је 4 (21,1%) становника више него 2000. године.
| Група             | 2000.      | 2010.       |
| Белци             | 17 (89,5%) | 23 (100,0%) |
| Афроамериканци    | 0 (0,0%)   | 0 (0,0%)    |
| Азијати           | 0 (0,0%)   | 0 (0,0%)    |
| Хиспаноамериканци | 2 (10,5%)  | 0 (0,0%)    |
| Укупно            | 19         | 23          |